# 駿河国風土記
『駿河国風土記』（するがのくにのふどき）は、奈良時代に編纂された駿河国の風土記である。現在に伝わらない逸書であるが、その逸文とされる条文がわずかながら他書に引用され、それらを指して『駿河国風土記逸文』と呼ぶ。

## 逸文
駿河の国号の由来
下河辺長流の『枕詞燭明抄』に「風土記に云」として引用されており、伴信友が採択。
富士川の流れが非常に速いので駿河と名付けられたという。
三保の松原
林羅山が『本朝神社考』五で「風土記を案ずるに」として引用、今井似閑が採択。
昔、神女が天から降りてきたが、松にかけた羽衣を漁師に奪われ、頼んでも返してくれないので、仕方なく漁師の妻となった。その後、神女は羽衣を見つけて天に帰ったが、漁師も仙人となって天に昇ったという。能『羽衣』でも有名な羽衣伝説の1つ。
てこの呼坂
下河辺長流の『続歌林良材集』上に「するがの国の風土記に云」として引用、伴信友採択。
「てこ」とは東国の言葉で「女」の意。昔、不来見（こぬみ）の浜（興津川の河口付近の海岸）に住む妻のもとに通ってくる神がいた。夫の神は岩木山（薩埵山の古名）を越えてやって来るが、山には荒ぶる神がいて道を通さなかったので、夫の神は荒ぶる神がいないときしか妻の神のもとに通えなかった。一方の妻の神は毎晩、山のそばまでやって来て夫神を待つのだが、なかなかやって来ないので夫神の名を呼ぶ。そこでその地を「てこの呼坂」と呼ぶのだという。
富士の雪
仙覚が『万葉集註釈』三において、「駿河国風土記ニミエタリト云ヘリ」と、先行書または先人の言にあったと引用、今井似閑採択。
富士山の雪は6月15日になくなり、子の刻以降に新しい雪が降るという。